# 小日向結衣
小日向 結衣（こひなた ゆい、3月22日）は、日本のグラビアアイドル、タレント、女優。神奈川県出身。NEW PIECE（ニューピース）所属。

## 略歴
2014年デビュー。2016年にイメージビデオデビュー。
2023年に『アサヒ芸能』（徳間書店）12月21日号で雑誌初表紙。
2024年9月9日、同じNEW PIECE所属（業務提携者含む）の斎藤恭代、花咲楓香、林田百加、雪村花鈴、石井優希、小日向結衣、波崎天結、工藤菫の8名で『ヤングキング』（少年画報社）2024年19号の表紙＆巻頭グラビアを担当。

## 人物
- 特技：昆虫に詳しい、趣味：温泉巡り、お寺巡り、美味しい日本酒を飲む。
- グラドルのほかに歌手、タレント、DJ、バースタッフの仕事をしており、五刀流の看板を掲げる[1]。

## 出演

### テレビ
- 歩道・車道バラエティ 道との遭遇（2023年6月20日、CBCテレビ）- コーナー出演：名古屋の夜の道で、呂布カルマにハマりたい[3][4]

### DJ
- june rock festival 2018
- ROCK a TONE FUKUOKA 2019
- june rock festival  2019
- 激ロック HELLOWEEN Special2019
- WWJ758 2019.7.14
- Re:road 2020
- knock out fes 2021
- WWJ758 2023
- ROCK a TONE FUKUOKA ×小日向 結衣共同企画「ほどよい」

### フェス
- ROCK IN JAPAN FESTIVAL 2018、2019
- COUNTDOWN JAPAN 2018、2019

## 作品

### イメージDVD
※太字タイトルはBD版同時発売
- First Love（2016年10月28日、グラヴィス）[5]
- EDEN（2017年3月28日、グラヴィス）[6]
- 失楽園（2017年11月28日、グラヴィス）
- ～君がくれたもの～（2018年3月30日、グラヴィス）
- 失楽園2（2018年9月27日、グラヴィス）[7]
- ナースのお仕事（2019年1月29日、グラヴィス）
- エスカレーション（2019年7月26日、グラヴィス）
- もっと近くで。（2022年7月22日、竹書房）[8][9]
- GOSSIP GIRL（2022年11月24日、イーネット・フロンティア）[10][11]
- 好きにしていいよ（2023年2月20日、ラインコミュニケーションズ）[12][13]
- 妹離れができません（2023年7月26日、スパイスビジュアル）[14][15]
- アダルトな匂い。（2023年11月28日、エアーコントロール）[16]
- 教えてあげる（2025年1月29日、スパイスビジュアル）[17][18]
- vs仮想エロス（2025年5月27日、エアーコントロール）[19][20]

### VR
- 「妄想彼女◆小日向結衣…いけない乙女 禁じられた放課後」（グラヴィス）
- 「妄想彼女◆小日向結衣…いけない乙女 仕事終わったらご飯行こう！…H なオフィスらぶ」（グラヴィス）
- 「妄想彼女◆小日向結衣…いけない乙女 先生がいないうちに…H なナースと秘密の診察」（グラヴィス）
- 「フィットネスで光る汗、濡れた水着で水遊び。小日向結衣が僕の視線を占領してる、そんな世界。」（ファンタスティカ）[21]
- 「小日向結衣の身体に触れて早くオトナになりたくなった、そういう世界。」（ファンタスティカ）[22]
- 「小日向結衣 Digital Remaster Version ～時間を超えて～」（ファンタスティカ）[23]
- 「同棲中の彼女、小日向結衣がランジェリー姿で迫ってくる、そういう世界。」（ファンタスティカ）[24]
- 「小日向結衣への想いが届き重なるココロとカラダ、そんな世界。」（ファンタスティカ）[25]

### MV
- アラウンドザ天竺×小日向結衣『男男男子』[26]
- MOSHIMO『釣った魚に餌やれ』
- Su 凸 ko D 凹 koi『おじさんのいる生活』
- chocol8 syndrome『ベイビーダンス』
- バックドロップシンデレラ『サンタマリアに乗って』
- ズーカラデル『イエス』

## 出版

### 写真集
- スーパーエロチカ（2023年12月8日、徳間書店、撮影：小塚毅之）ISBN 978-4198657192[27][28]
- スーパーエロチカ2（2024年10月30日、徳間書店、撮影：小塚毅之）ISBN 978-4198659028[29]

### デジタル写真集
- 【グラビア秘宝館】 下チチ姫（2022年9月1日、講談社［週刊現代デジタル写真集］、撮影：イワタ、小林修士）[30]
- 【グラビア秘宝館】 REBORN!（2022年9月1日、講談社［週刊現代デジタル写真集］、撮影：イワタ、小林修士）[31]
- 手ブラの向こう側（2024年4月26日、小学館［週刊ポストデジタル写真集］、撮影：八坂悠司）[32]
- こぼれる胸キュン！ 1･2･DX（2024年7月26日、小学館［sabra net e-Book］）[33][34][35]
- Special Edition（2024年9月6日、アイロゴス［萌得］）
- ニューピースGIRLS もうビシャビシャ！（2024年10月18日、小学館［週刊ポストデジタル写真集］、撮影：小塚毅之）共演：石井優希、工藤菫、斎藤恭代、波崎天結、花咲楓香、林田百加、雪村花鈴[36]
- 最強 3･4･5･6･COVER DX（2025年2月7日、小学館［sabra net e-Book］）[37][38][39][40][41]

### カレンダー
- NEW PIECE Official Calender2023（G-STYLE）
- NEW PIECE Official Calender2024（G-STYLE）